# Váci utca
Váci utca è una delle principali arterie pedonali e forse la via più famosa del centro di Budapest.
È dotata di un gran numero di ristoranti e negozi rivolti soprattutto al mercato turistico. È inoltre una delle principali vie dello shopping di Budapest. La strada conduce alla piazza Vörösmarty.